# Omicron

Litera grecească Omicron, majusculă și minusculă

Omicron (majusculă Ο, literă mică ο, în  Όμικρον, o mikron, „o mic”) este a cincisprezecea literă a alfabetului grec.
În sistemul de numerație alfabetică greacă avea valoarea 70. Omicron provine din litera feniciană  (ayin). Din litera Omicron au derivat ulterior litera O din alfabetul latin și litera O din alfabetul chirilic.
A dat numele unei mutații a virusului SARS-Cov-2, varianta Omicron.